# Brandnew Oldies Volume 1
Brandnew Oldies Volume 1 ist ein 2004 erschienenes Musikalbum von Carsten Bohn’s Bandstand. Es bildet den Auftakt zu einer bislang vier Ausgaben umfassenden Serie von Neueinspielungen der Musikstücke, die von 1979 bis 1988 in den Hörspielen des Labels Europa verwendet worden sind. Fortgesetzt wurde die Reihe mit Brandnew Oldies Volume 2 (2005), Brandnew Oldies Volume 3 (2009) und Brandnew Oldies Volume 4 (2018). In Carsten Bohns Hörspielmusik vereinen sich Elemente aus der Jazz-, Pop-, Rock-, Fusion- und Easy-Listening-Musik.

## Entstehungsgeschichte
Aufgenommen wurde das Album in den HOME Studios in Hamburg, produziert von Carsten Bohn und Josko Kasten. Alle Titel sind Neuinterpretationen der Songs aus bekannten Hörspielserien wie Die drei Fragezeichen, TKKG und Die Gruselserie.

## Cover
Das Frontmotiv des CD-Booklets bildet eine Hommage an die Hörspielserien, in denen die Musik ursprünglich verwendet worden ist. Es ist eine Collage aus Einzelfragmenten, von denen jedes Fragment jeweils an das Grafik-Design einer dieser Serien angelehnt ist und auch die für das Europa-Label damals typischen gelben Cassetten zeigt. Entworfen wurde das Artwork von lillebror, der auch für die Covers der nachfolgenden Alben Vol. 2, 3 und 4 verantwortlich ist.

## Titelliste
1. Miles Smiles Ahead (3:53)
2. Brandnew Oldie (6:07)
3. Berlin Sequence (3:23)
4. Flaggio Let Me Be Like I Am - Pt. I (2:08)
5. Another One Of Those Ups & Downs (3:28)
6. Kurabaya Sunset (5:45)
7. Notlandung in Bali (3:45)
8. Minor Majority (7:24)
9. (It's A) Nice Day (Isn't It?) - Pt. II (3:12)
10. Release Theme (3:23)
11. Soundtrack (3:39)
12. Flaggio Let Me Be Like I Am - Pt. II (2:11)
13. Tripling (6:13)
14. Theme For More Or Less Musicians (4:34)
15. Watchout On Purpose (6:27)
16. Flaggio Let Me Be Like I Am - Pt. III (1:57)
17. Areacode 212 (3:43)
18. Die Arnoldskinder reißen aus - Pt. I (6:14)

## Kritik
In der März-Ausgabe des deutschen Magazins Rolling Stone aus dem Jahr 2015 wurde unter dem Titel Die 100 besten Geheimtipps das Album Brandnew Oldies 2004 genannt. Unter anderem wurde erwähnt, dass Bohn in den siebziger Jahren als Schlagzeuger bei Frumpy gespielt und zwischen 1978 und 1981 „Fusion, Kraut und Jazzrock mit einigen der irrsten Melodien, die je für Kinder komponiert wurden“ für das Europa-Label aufgenommen habe.

## Sonstiges
- Carola Kretschmer spielte früher unter anderem schon bei Frumpy, Dennis und in der Band von Udo Lindenberg.
- Frank Fischer war 1978 auch schon an den Hörspielsessions von Manfred Rürup beteiligt, der ebenfalls Musikstücke für Europa beisteuerte.
- Der Illustrator lillebror arbeitet unter anderem auch für das Hörspiel-Portal www.hoerspiele.de
- Für das Mixing wurde die Software Nuendo 2.2/PC genutzt, für das Mastering die Software WaveLab 5.0/PC.